# Централизатор и нормализатор
В математике централизатор подмножества S группы G — это множество элементов G, которые коммутируют с каждым элементом S, а нормализатор S — это множество элементов G, которые коммутируют с S «в целом». Централизатор и нормализатор S являются подгруппами G и могут пролить свет на структуру G.
Определение применимо также к полугруппам.
В теории колец централизатор подмножества кольца определяется относительно операции полугруппы (умножения). Централизатор подмножества кольца R является подкольцом R. В этой статье также говорится о централизаторах и нормализаторах в алгебре Ли.
Идеализатор в полугруппе или кольце — это ещё одна конструкция в том же духе, что централизатор и нормализатор.

## Определения
Группы и полугруппы
Централизатор подмножества S группы (или полугруппы) G определяется как
{\displaystyle \mathrm {C} _{G}(S)=\{g\in G\mid sg=gs} для всех {\displaystyle s\in S\}}
Иногда, в случае отсутствия двусмысленности, группа G полностью определяется нотацией. Если S={a} — множество, состоящее из единственного элемента, CG({a}) можно сократить до CG(a). Другим, менее употребимым, обозначением для централизатора служит Z(a), которое проводит параллель с обозначением центра группы. Здесь следует проявлять осторожность, чтобы не спутать центр группы G, Z(G), и централизатор элемента g в G, который обозначается как Z(g).
Нормализатор S в группе (или полугруппе) G по определению равен
{\displaystyle \mathrm {N} _{G}(S)=\{g\in G\mid gS=Sg\}}
Определения похожи, но не идентичны. Если g — централизатор S и s принадлежит S, то должно выполняться {\displaystyle gs=sg}, однако, если g — нормализатор, {\displaystyle gs=tg} для некоторого t из S, возможно, отличного от s. То же соглашение об опускании G и скобок для множеств из единственного элемента также используется и для нормализатора. Нормализатор не следует путать с нормальным замыканием.
Кольца, алгебры, кольца и алгебры Ли
Если R — кольцо или алгебра, а S — подмножество кольца, то централизатор S в точности совпадает c определением для групп, только вместо G стоит R.
Если {\displaystyle {\mathfrak {L}}} — алгебра Ли (или кольцо Ли) с произведением Ли [x,y], то централизатор подмножества S {\displaystyle {\mathfrak {L}}} определяется как 
{\displaystyle \mathrm {C} _{\mathfrak {L}}(S)=\{x\in {\mathfrak {L}}\mid [x,s]=0} для всех {\displaystyle s\in S\}}
Определение централизаторов для колец Ли связано с определением для колец следующим образом. Если R — ассоциативное кольцо, то для R можно задать скобочное произведение [x,y] = xy − yx. Естественно, xy = yx тогда и только тогда, когда [x,y] = 0. Если мы обозначим множество R со скобочным произведением как LR, то ясно, что централизатор кольца S в R совпадает с централизатором кольца Ли S в LR.
Нормализатор подмножества S алгебры Ли (или кольца Ли) {\displaystyle {\mathfrak {L}}} задаётся равенством
{\displaystyle \mathrm {N} _{\mathfrak {L}}(S)=\{x\in {\mathfrak {L}}\mid [x,s]\in S} для всех {\displaystyle s\in S\}}
В то время как это определение является стандартным для термина «нормализатор» в алгебре Ли, следует заметить, что эта конструкция является фактически идеализатором множества S в {\displaystyle {\mathfrak {L}}}. Если S − аддитивная подгруппа {\displaystyle {\mathfrak {L}}}, то {\displaystyle \mathrm {N} _{\mathfrak {L}}(S)} является наибольшим подкольцом Ли (или подалгеброй Ли), в которой S является идеалом Ли.

## Свойства

### Полугруппы
Пусть S′ — централизатор, то есть {\displaystyle S'=\{x\in A:sx=xs\ } для всех {\displaystyle s\in S\}.} Тогда:
- S′ образует подполугруппу.
- {\displaystyle S'=S'''=S'''''} — коммутант является своим бикоммутантом[англ.].

Группы 
- Централизатор и нормализатор S являются подгруппами G.
- Ясно, что CG(S)⊆NG(S). На самом деле, CG(S) всегда является нормальной подгруппой NG(S).
- CG(CG(S)) содержит S, но CG(S) не обязательно содержит S. CG(S) будет совпадать с S если st=ts для любого s и t из S. Естественно, что если H — абелева подгруппа G, CG(H) содержит H.
- Если S является подполугруппой G, то NG(S) содержит S.
- Если H является подгруппой G, то наибольшая подгруппа, в которой H нормальна, является подгруппой NG(H).
- Центр G — это в точности CG(G) и G является абелевой группой в том и только в том случае, когда CG(G)=Z(G) = G.
- Для множеств, состоящих из одного элемента, CG(a)=NG(a).
- Из принципа симметрии, если S и T являются двумя подмножествами G, T⊆CG(S) в том и только в том случае, когда S⊆CG(T).
- Для подгруппы H группы G факторгруппа NG(H)/CG(H) изоморфна подгруппе Aut(H), группе автоморфизмов группы H. Поскольку NG(G) = G и CG(G) = Z(G), отсюда также следует, что G/Z(G) изоморфно Inn(G), подгруппе Aut(G), состоящей из всех внутренних автоморфизмов G.
- Если мы определим гомоморфизм группы T : G → Inn(G), положив T(x)(g) = Tx(g) = xgx −1, то мы можем описать NG(S) и CG(S) в терминах действия группы Inn(G) на G: стабилизатор S в Inn(G) — это T(NG(S)), и подгруппа Inn(G), фиксирующая S — это T(CG(S)).

Кольца и алгебры
- Централизаторы в кольцах и алгебрах — это подкольца и подалгебры, соответственно, а централизаторы в кольцах Ли и алгебрах Ли — это подкольца Ли и подалгебры Ли, соответственно.
- Нормализатор S в кольце Ли содержит централизатор S.
- CR(CR(S)) содержит S, но не обязательно совпадает с ним. Теорема о двойном централизаторе[англ.] рассматривает случаи, когда в результате получаем совпадение.
- Если S является аддитивной подгруппой кольца Ли A, то NA(S) является наибольшим подкольцом Ли A, в котором S — идеал Ли.
- Если S — подкольцо Ли кольца Ли A, то S⊆NA(S).